# トルティーヤ・デ・レスコルド
トルティーヤ・デ・レスコルド(Tortilla de rescoldo)は、チリ及びアルゼンチン北部の伝統的なフラットブレッドである。しばしば種無しで、地元の旅行者によって作られる。伝統的にキャンプファイヤーで炭焼きにする。住宅街や道路沿いでのストリートフードとしても一般的であり、パロミタス（小さなハト）と呼ばれる人々が販売する。

## 歴史
このパンはスペインの植民者に遡り、彼らはこれをpan subcinerarioのような旅行用携行食として用いた。
パロミタスとして知られる販売者は、通常全身白い服を着た女性で、特にAntihueやLaraqueteの街で、電車の駅やその他の公共の場所で販売した。

## 材料
通常、小麦粉、食塩と、ラード、バター、植物性ショートニング、あるいはこれらを組み合わせて用いる。炭酸水素ナトリウムやパン酵母を加えるレシピもある。

## 作り方
材料を混ぜて柔らかいパン生地を作り、直径20cmから50cmの円盤状にする。火の中から燃え残りの炭を集め、その上に直接置いて焼く。
バターや地元の調味料を添えて提供する。

## 風味
出来上がったトルティーヤは、煙や灰、炭の特徴的な強い風味を持つ。

## 種類
Antihueでは豚肉、Laraqueteでは現地の甲殻類であるchuchitaを入れたものが作られる。

## 規制
政府の安全規制により、伝統的なトルティーヤ・デ・レスコルドの販売は禁止されており、直火ではなくオーブンでの調理が義務付けられている。また、chuchitaを用いる際には酢漬けにしなければならない。どちらの規制も、従来の伝統的なトルティーヤ・デ・レスコルドの味や食感を大きく変えてしまうものである。

## 関連文献
- Ferrán F., Antonio (2016). El pan en Chile : su historia, sus personajes, sus panaderías, su nobleza. Alberto Ferrán L., Pin Campaña. [Santiago de Chile]. ISBN 978-956-365-018-1. OCLC 970696884